# حسن أوريد
حسن أوريد (مواليد 24 ديسمبر 1962) هو سياسي وكاتب مغربي، شغل عدة مناصب رسمية، حيث عُين في يوليو 1999 كأول ناطق رسمي باسم القصر الملكي وهو المنصب الذي ظل يشغله حتى شهر يونيو 2005، كما شغل منصب مؤرخ المملكة. وككاتب فهو يُركز في أعماله الأدبية والفكرية على قضايا الهوية، التاريخ، والسياسة، ومن أبرز رواياته الموريسكي وسيرة حمار وربيع قرطبة. يُعرف بأسلوبه العميق الذي يمزج بين السرد الأدبي والتحليل الفكري.
يتميز أسلوب حسن أوريد بلغة أدبية راقية تجمع بين العمق الفلسفي والتحليل السوسيولوجي، حيث يسعى إلى استنطاق التاريخ والواقع المغربي بأسلوب يمزج بين السرد الروائي والتأمل الفكري. يكتب بأسلوب سلس لكنه محمّل بالدلالات الثقافية والتاريخية، ما يجعل نصوصه تتجاوز البعد الترفيهي إلى مستوى التأمل النقدي والتوثيق التاريخي. كما أن لغته تتسم بالثراء والتنوع، إذ يوظف المفردات العربية الفصيحة بجمالية خاصة، مع حضور واضح للمصطلحات الفلسفية والسياسية التي تعكس تكوينه الأكاديمي.
على مستوى البناء السردي، يعتمد أوريد على تعدد الأصوات، حيث تتشابك وجهات النظر المختلفة في نصوصه، مما يمنح أعماله طابعًا حواريًا يعكس تنوع المرجعيات الثقافية والاجتماعية. كما يوظف أسلوب الاسترجاع (الفلاش باك) والمونولوج الداخلي لإبراز التحولات النفسية والفكرية لشخصياته، خاصة في رواياته التي تعكس صراع الهوية والانتماء. وتُلاحظ في كتاباته نزعة تأملية، حيث يطرح تساؤلات عميقة حول قضايا التاريخ والسياسة والحداثة، ما يجعل نصوصه ليست مجرد حكايات، بل محاولات لفهم إشكالات الإنسان المغربي والعربي في العصر الحديث.

## النشأة
وُلد حسن أوريد في 24 ديسمبر 1962 بقصر تازموريت قريبًا من مدينة الرشيدية المغربية، وتتلمذ في المدرسة المولوية بالرباط مع الملك محمد السادس الذي كان وليًا للعهد آنذاك. التحق أوريد بالمعهد المولوي منذ يناير 1977، حيث حصل على الباكالوريا ليدخل كلية الحقوق والعلوم السياسية بالرباط، ويتخرج منها بشهادة الإجازة في القانون العام، ودبلوم الدراسات المعمقة. وقد ناقش رسالة الدكتوراه في العلوم السياسية سنة 1999 في موضوع «الخطاب الاحتجاجي للحركات الإسلامية والأمازيغية في المغرب».

## مسيرته المهنية
بدأ الدكتور حسن أوريد عمله إطارًا بوزارة الخارجية بين سنتي 1987 و1992 مكلفًا بالدراسات بمكتب وزير الخارجية المغربي الأسبق عبد اللطيف الفيلالي، قبل أن يعين مستشارًا سياسيًا بسفارة المغرب بواشنطن حتى سنة 1995.
عاد بعد ذلك إلى المغرب ليبدأ عمله التعليمي كأستاذ في المدرسة الوطنية للإدارة نسخة محفوظة 5 يوليو 2012 على موقع واي باك مشين. وفي كلية الحقوق بالرباط ما بين سنتي 1995 و1999.
بعد وفاة الملك الحسن الثاني وصعود الملك محمد السادس للعرش في أواخر يوليو 1999، تم تعيين السيد حسن أوريد كأول «ناطق رسمي باسم القصر الملكي». وهو المنصب الذي ظل يشغله حتى شهر يونيو 2005، حيث عُين واليًا على جهة مكناس تافيلالت.
بعد ذلك تم تعيين حسن أوريد مؤرخًا للمملكة المغربية في 13 نوفمبر 2009 خلفا للمؤرخ السابق الدكتور عبد الوهاب بن منصور الذي توفي في 13 نوفمبر 2008. وقد ظل أوريد يشغل منصبه مدة سنتين قبل أن يعين السيد عبد الحق المريني المؤرخ الجديد للمملكة ابتداء من 10 ديسمبر 2010.
يرأس حسن أوريد مركزًا للدراسات والأبحاث أسسه بنفسه، واسمه «مركز طارق بن زياد».
يشتغل حاليًا أستاذًا جامعيًا للعلوم السياسية بالرباط، كما يتولى مهمة مستشار علمي بمجلة زمان المغربية المتخصصة في التاريخ، وبها ينشر مقالات متخصصة وعمودًا صحفيًا شهريًا بالنسختين الفرنسية والعربية.

## أدوار أخرى
كان حسن أوريد أول من استقبل المناضل اليهودي المغربي أبراهام السرفاتي في المطار عند عودته من منفاه بفرنسا إلى المغرب. وبعدها انتقل إلى فتح حوار بين الملك محمد السادس وبعض الفرقاء السياسيين، ومهد في هذا الصدد لإجراء لقاء بين الملك بعد جلوسه على العرش والزعيم النقابي نوبير الأموي ومرشد جماعة العدل والإحسان الشيخ الراحل عبد السلام ياسين. كما حاور باسم المؤسسة الملكية أستاذه محمد شفيق الذي كان قد أصدر وقتها بيانا من أجل الاعتراف الرسمي ب أمازيغية المغرب، وتضمن عددا من المطالب منها: إنشاء مؤسسة خاصة باللغة والثقافة الأمازيغية...

## مؤلفاته
تميز حسن أوريد بأسلوب مميز في كتاباته باللغتين العربية والفرنسية. وقد شهد له كثيرون بفصاحته واحترامه لقواعد اللغة، وكذلك رقي أسلوبه والتفاصيل الجميلة في كل مؤلفاته. ومن أهم كتبه:
| صورة الغلاف      | الكتاب                                           | سنة الإصدار | دار النشر                    | ملخص |
| ---------------- | ------------------------------------------------ | ----------- | ---------------------------- | --- |
|                  | الحديث والشجن                                    | 1999        |                              | رواية (كتبها بين سنتي 1991 و1993). |
|                  | الإسلام والغرب والعولمة                          | 2006        |                              | كتيب صدر ضمن السلسلة الشهرية منشورات الزمن، يتضمن بضع مقالات مطولة نشر الكاتب بعضا منها في كل من جريدتي الشرق الأوسط والحياة الصادرتين بلندن. |
|                  | صبوة في خريف العمر                               | 2006        | منشورات مركز طارق بن زياد    | رواية صدرت في طبعتين. |
|                  | فيروز المحيط                                     | 2009        | منشورات طارق بن زياد         | ديوان شعري. |
|                  | تلك الأحداث                                      | 2006        | منشورات مركز طارق بن زياد    | كتاب يضم عدة مقالات كتبها المؤلف ونصوص لمحاضرات ألقاها. |
|                  | يوميات مصطاف                                     | 2010        | منشورات دار أبي رقراق        | ديوان شعري. |
|                  | مرآة الغرب المنكسرة                              | 2010        | منشورات دار أبي رقراق        | دراسة نقدية لبعض الأفكار الغربية الاقتصادية والسياسية والدينية، أصدره بالعربية والفرنسية. |
|                  | الفكر السياسي في إيران                           |             |                              | ترجمة من الإنجليزية إلى العربية. |
|                  | الموريسكي                                        | 2011        | منشورات دار ابي رقراق        | رواية كتبت بالفرنسية (Le Morisque)، قبل أن تتم ترجمتها للعربية من طرف الكاتب المغربي عبد الكريم جويطي، وقام بطبعها المركز الثقافي العربي. |
|                  | الأجمة                                           | 2014        | دار الأمان                   | رواية |
|                  | سيرة حمار                                        | 2014        | دار الأمان                   | رواية |
|                  | زفرة الموريسكي                                   | 2014        | دار الأمان                   | نص شعري |
|                  | صرخة تينهينان                                    | 2014        | دار الأمان                   | نص شعري |
|                  | الإسلام السياسي في الميزان: حالة المغرب          | 2016        | منشورات تاوسنا               | سبق أن أصدره باللغة الفرنسية قبل أن ينجز له ترجمة بالعربية بنفسه. |
|                  | ما يقوله القصب                                   | 2016        |                              | مجموعة شعرية. |
| ملف:رواء مكة.jpg | رواء مكة                                         | 2017        | المركز الثقافي العربي        | تحكي الرواية عن رحلة أوريد إلى أداء مناسك الحج، وكيف تحولت هذه الرحلة إلى مراجعات قلبت أفكاره ومعتقداته رأسا على عقب، حيث أعاد تصوره لمجموعة من المفاهيم، وارتبط روحيا ووجدانيا وعقليا ونفسيا بالإسلام. بالإضافة إلى تناول الرواية جزء من حياته الشخصية خلال طفولته ومتابعة دراسته مع الأمير آنذاك (الملك محمد السادس).                                                              |
|                  | ربيع قرطبة                                       | 2017        | المركز الثقافي العربي        | تقوم الرواية على فكرة بسيطة مستمدة من سيرة الخليفة الحكم بن عبد الرحمان الناصر، الملقب بالمستنصر بالله، لكن تنسج حكايتها العميقة انطلاقا من منظور الخليفة إلى الدولة والحكم. |
|                  | من أجل ثورة ثقافية بالمغرب                       | 2018        | منشورات مركز الأزمنة الحديثة | |
|                  | رباط المتنبي                                     | 2019        | المركز الثقافي العربي        | |
|                  | أفول الغرب                                       | 2019        | المركز الثقافي العربي        | يتناول الكتاب مسيرة الهيمنة الغربية على العالم، مستعرضاً كيف وقعت غالبية دول العالم تحت نفوذه، خاصة بعد انهيار الاتحاد السوفياتي وسقوط جدار برلين. يرصد المؤلف كيف أصبحت الليبرالية الجديدة النموذج السائد عالمياً، كما يبين أليات هيمنة الرأسمالية الأمريكية واقتصاد السوق و سيطرتهما على اقتصاديات معظم دول العالم من خلال أذرعها المالية، وبالأخص صندوق النقد الدولي والبنك الدولي. |
|                  | السياسة والدين في المغرب: جدلية السلطان والفرقان | 2020        |                              | |
|                  | عالم بلا معالم                                   | 2021        |                              | كتاب فكري سياسي |
|                  | زينة الدنيا                                      | 2021        |                              | رواية |
|                  | الموتشو                                          | 2022        | منشورات المتوسط              | ووفق ورقة تقديمية لدار النشر، فإن الكاتب والمفكر في هذا العمل يضع القارئ "أمام مرافعة أدبية لما يعتري العالم العربي، وما يتوزعه، وعلاقته بالآخر، منذ الفترة المؤسسة، مع حلم الوحدة، وما رافقها من انكسار، إلى الربيع العربي، فالأصولية، حتى موجة التطبيع". |
|                  | الشعبوية أو الخطر الدهم                          | 2023        | المركز الثقافي للكتاب        | كتاب فكري سياسي |
|                  | رحلة من الجنوب                                   | 2023        | المركز الثقافي العربي        | رواية |
|                  | الباشدور                                         | 2024        | المركز الثقافي للكتاب        | رواية |

## وصلات خارجية
- حوار مع حسن أوريد ـ الناطق الرسمي السابق باسم القصر الملكي المغربي
- مركز دراسات الأندلس وحوار الحضارات
- تقديم كتاب مرآة الغرب المنكسرة